# Michael Willmann

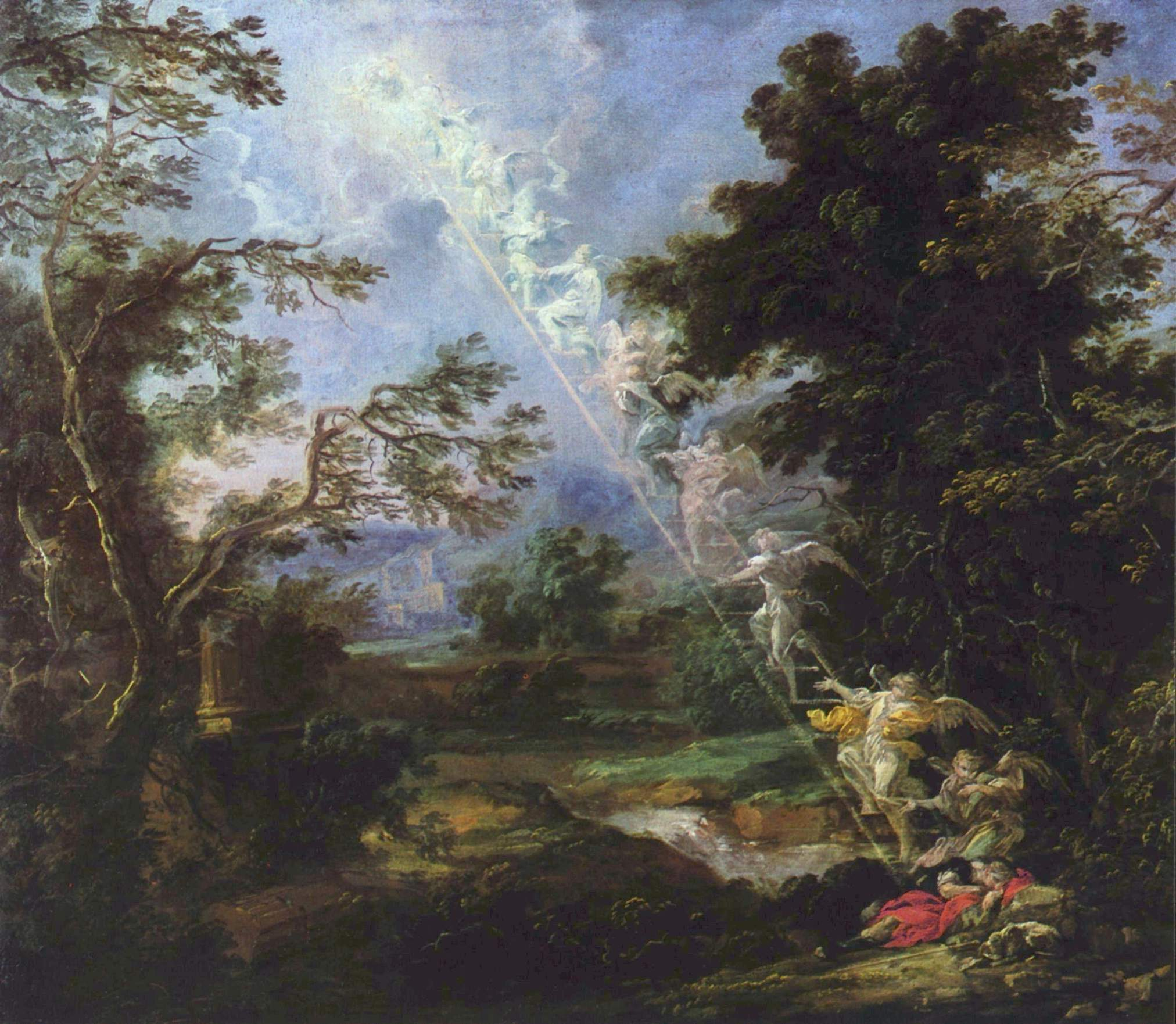
De jakobsladder (ca. 1691), in 1945 verloren gegaan

Michael Willmann (voluit: Michael Leopold Lukas Willmann) (Koningsbergen, 27 september 1630 - Leubus, 26 augustus 1706) was een Duits kunstschilder. Hij behoort tot de meest succesvolle schilders uit de Duitse Barokperiode, en wordt ook wel de Silezische Rembrandt genoemd. 

## Leven en werk van Willmann
Zijn eerste schilderservaring deed Willmann op bij zijn vader, Christian Peter Willmann. Op circa twintigjarige leeftijd reisde Willmann junior naar de Nederlanden, om daar kennis te maken met de kunst van Rembrandt, Rubens en Antoon van Dyck. Deze tocht, die zo’n twee jaar duurde, vormde een levenslange inspiratiebron voor Willmann. Echt in de leer bij de Nederlandse groten kon hij echter niet, vanwege geldgebrek. 
Na terugkeer in Koningsbergen legde hij daar de Meesterproef af, en ging vervolgens  weer op reis door Midden-Europa. Tijdens die reis verbleef hij onder meer in Danzig (nu: Gdańsk) en Praag. Rond 1656 volgde een verblijf van ongeveer een jaar in Breslau (nu: Wrocław), in Neder-Silezië. Gedurende dat jaar schilderde hij o.a. een portret van de abt van het cisterciënzerklooster te Leubus (nu: Lubiąż), waar hij later zijn grootste triomfen als kunstenaar zou vieren. 
Er volgden enkele jaren in Berlijn (1657-1658), waar keurvorst Frederik Willem I van Brandenburg zijn opdrachtgever werd. De keurvorst gaf opdracht voor het maken van schilderijen met een mythologisch thema, waarschijnlijk bestemd voor diens residentie in Willmanns geboorteplaats Koningsbergen. Michael Willmann was daarmee opgeklommen tot de rang van belangrijke schilders. Zijn definitieve woonplaats koos Willmann in 1660, toen hij terugkeerde naar Leubus in Neder-Silezië. De cisterciënzers aldaar waren zo ingenomen met zijn werk, dat hij er de beschikking kreeg over een eigen atelier van zelfs voor die tijd aanzienlijke omvang. 

## De Leubus-periode
Na enige tijd in Leubus gewerkt te hebben huwde Willmann in 1662 met Helena Regina Lischka uit Praag. Pas na dit huwelijk zou Willmann zich tot het katholicisme bekeren, en nam hij als doopnamen die van Leopold (naar keizer Leopold I, de toenmalige heerser van Silezië en Lukas (naar Sint-Lukas, de patroonheilige van de schilders) aan. 
Het atelier van Willmann produceerde een enorme hoeveelheid werk, mede dankzij de inzet van schilders als Michael Leopold Willmann jr (zijn zoon), Anna Elisabeth Willmann (zijn dochter), zijn schoonzoon Christian Neunhertz en diens zoon (en Willmanns kleinzoon) Georg Wilhelm Neunhertz, Johann Jacob Eybelwieser uit Breslau, Jacob Arlet (Cisterciënzer monnik uit Grüssau (nu: Krzeszów) en Johann Christoph Lischka, Willmanns stiefzoon. Er werd gewerkt in kloosters in Silezië en in Bohemen, en ook voor particulieren in o.a. Breslau. Van ten minste 500 schilderijen en fresco’s is bekend dat ze uit het atelier van Willmann komen.
Na een zeer productief leven stierf Willmann in 1706 te Leubus en werd er met eer begraven in de kloosterkerk, in het speciale deel dat normaal alleen voor de abten van het klooster bestemd was. Van zijn schilderkunst voor dit klooster resteert nog een plafondschildering in de zogenaamde Zomerrefter. Het klooster is verder behoorlijk vervallen, vooral als gevolg van door het Rode Leger aangebrachte vernielingen in de periode onmiddellijk na de Tweede Wereldoorlog: de overige werken van Willmann zijn er niet meer aanwezig. Slechts een enorm grote, barokke plafondschildering van Philipp Christian Bentum in de zogenaamde Vorstenzaal herinnert nog aan de grootse schilderkunst van deze kloosterweelde. De laatste jaren vinden er grootscheepse restauraties plaats in dit klooster, dat tot de belangrijkste van Midden-Europa behoort.
Willmanns atelier te Leubus werd na diens dood nog enige jaren voortgezet door respectievelijk zijn stiefzoon Johann Christoph Lischka en zijn kleinzoon Georg Wilhelm Neunhertz. In 1724 kwam er definitief een einde aan deze activiteiten. 

## Belangrijkste vindplaatsen van Willmanns werk
Veel werk van Willmann is na de Tweede Wereldoorlog verspreid geraakt door Polen. Een omvangrijke collectie bevindt zich in het Nationale Museum en in kerken in en om Warschau. Dat laatste was om de inwoners van de hoofdstad van Polen te compenseren voor de enorme materiële verliezen, die het gevolg waren van het oorlogsgeweld. 
Ook in het Nationale Museum van Wrocław is nog werk van Willmann te zien.
Voorts zijn kloosters in Neder-Silezië, Opper-Silezië en Bohemen rijkelijk voorzien van Willmanns werk. Enkele (uit vele) voorbeelden daarvan zijn de kloosters te Heinrichau (nu: Henrykov), Leubus, (nu: Lubiąż) en Grüssau (nu: Krzeszów). 

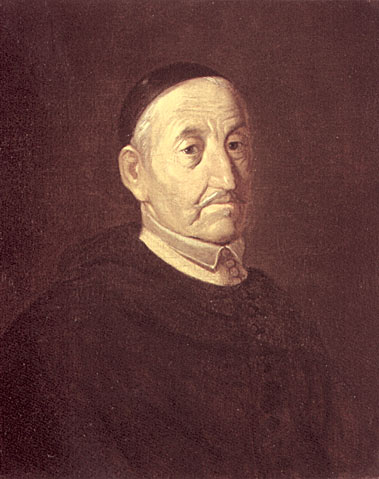
Abt Arnold Freiberger van het klooster Leubus, rond 1672 door M. Willmann
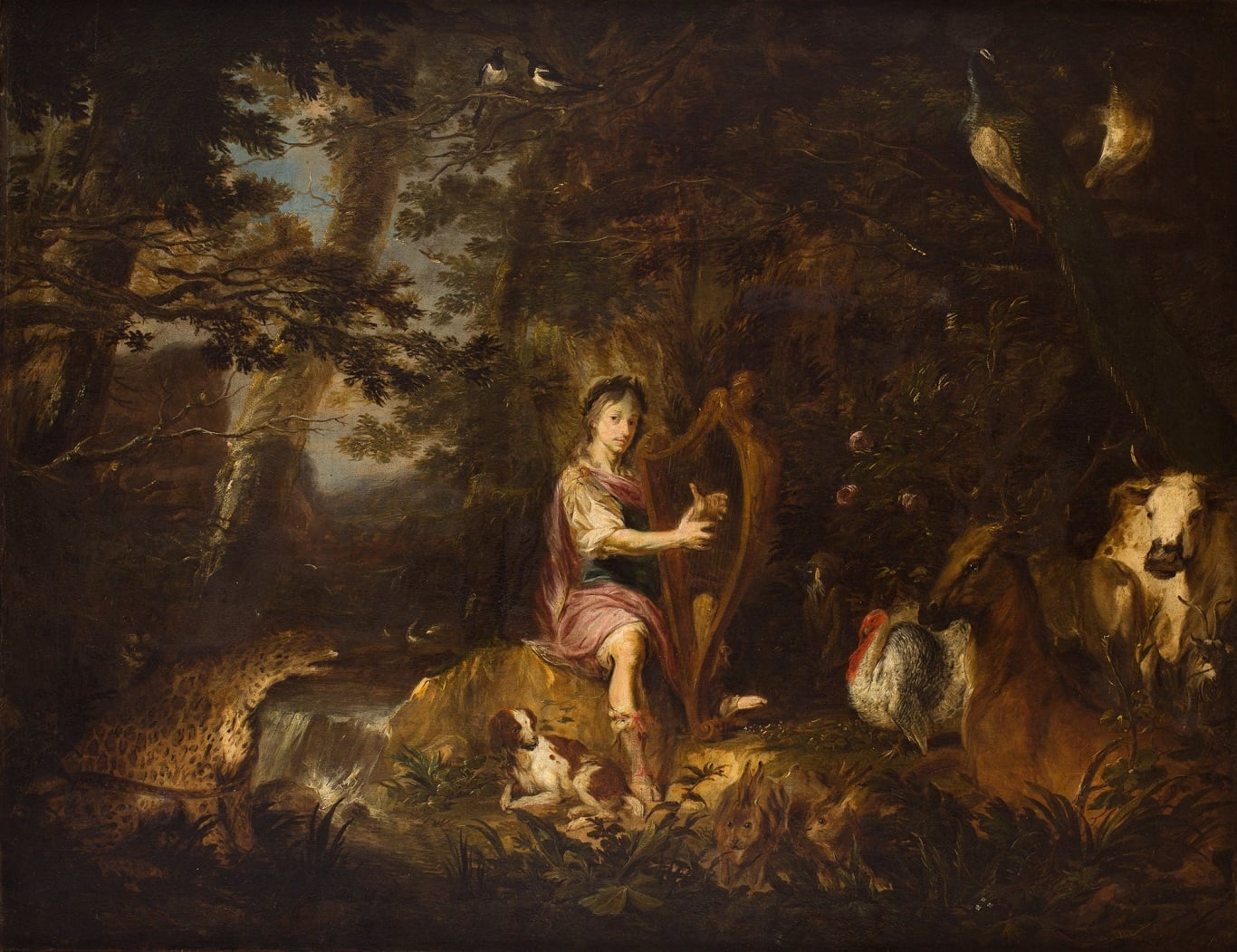
Orpheus bespeelt de harp, ca. 1670, Nationale Museum Wroclaw
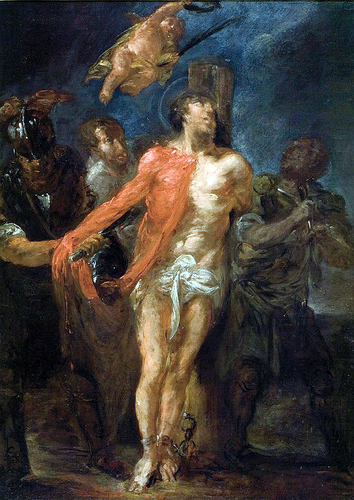
De marteldood van Sint Bartholomeüs, ca. 1660
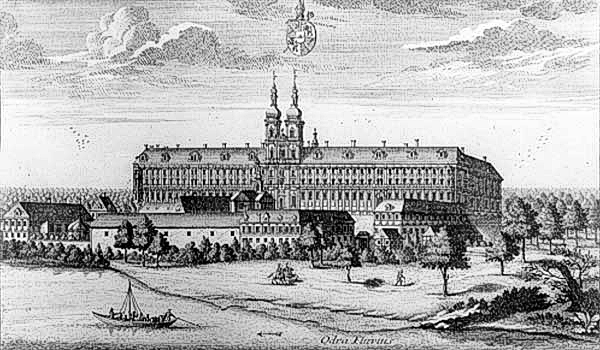
klooster Leubus, ca. 1750
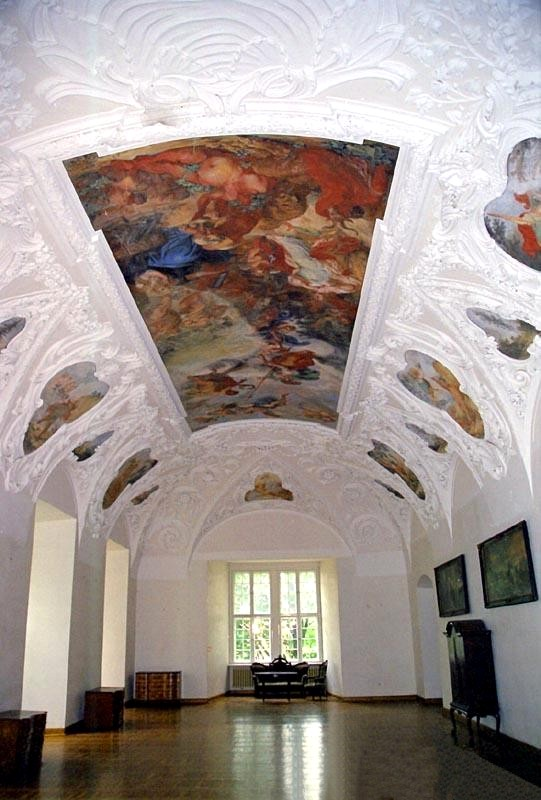
de Zomerrefter van Klooster Leubus, plafondschildering van Michael Willmann
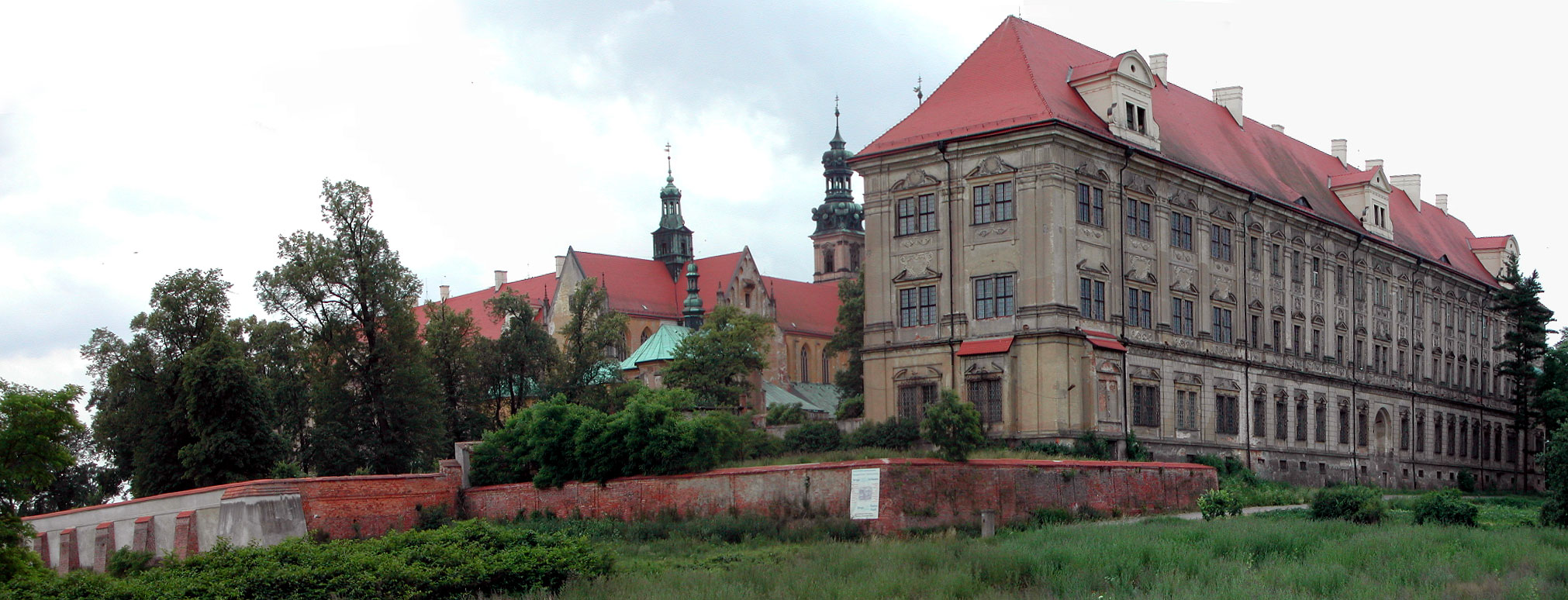
exterieur Klooster Leubus

- Biblioteca Nacional de España: XX1559483
- Bibliothèque nationale de France: cb12508894m (data)
- Gemeinsame Normdatei: 118910922
- International Standard Name Identifier: 0000 0001 2120 588X
- KulturNav: 53ff4809-4dd6-4e82-80c6-7498a9bacec2
- Library of Congress Control Number: no94043312
- Nationale Bibliotheek van Tsjechië: jn20031010003
- Nationale Bibliotheek van Israël: 987007270047605171
- Nederlandse Thesaurus van Auteursnamen: 243158769
- RKD-Nederlands Instituut voor Kunstgeschiedenis: 84785
- Istituto Centrale per il Catalogo Unico: BVEV094548
- Système universitaire de documentation: 034322531
- Union List of Artist Names: 500015473
- Virtual International Authority File: 7145857765223020605
- WorldCat: E39PBJc7Yt4WgYKbMPr9ryDrMP